# Divišovice (Dešenice)
Divišovice jsou malá vesnice, část městyse Dešenice v okrese Klatovy v Plzeňském kraji. Nachází se asi 4,5 kilometru východně od Dešenic. Je zde evidováno 26 adres. V roce 2011 zde trvale žilo 32 obyvatel.
Divišovice leží v katastrálním území Divišovice u Děpoltic o rozloze 4,01 km².

## Historie
První písemná zmínka o vesnici pochází z roku 1550.

## Obyvatelstvo
| Rok            | 1869 | 1880 | 1890 | 1900 | 1910 | 1921 | 1930 | 1950 | 1961 | 1970 | 1980 | 1991 | 2001 | 2011 | 2021 |
| -------------- | ---- | ---- | ---- | ---- | ---- | ---- | ---- | ---- | ---- | ---- | ---- | ---- | ---- | ---- | ---- |
| Počet obyvatel | 184  | 204  | 189  | 221  | 185  | 169  | 189  | 93   | 73   | 59   | 34   | 43   | 36   | 32   | 22   |
| Počet domů     | 32   | 32   | 32   | 31   | 28   | 29   | 30   | 33   | 18   | 15   | 12   | 16   | 23   | 24   | 24   |

## Obecní správa
Při sčítání lidu v letech 1850–1899 Divišovice byly osadou obce Děpoltice v okrese Klatovy. V letech 1900–1975 byly samostatnou obcí v okrese Klatovy. Od 1. července 1975 do 31. prosince 1975 byly znovu částí obce Děpoltice v okrese Klatovy. Od 1. ledna 1976 jsou částí městyse Dešenice v okrese Klatovy.

## Galerie

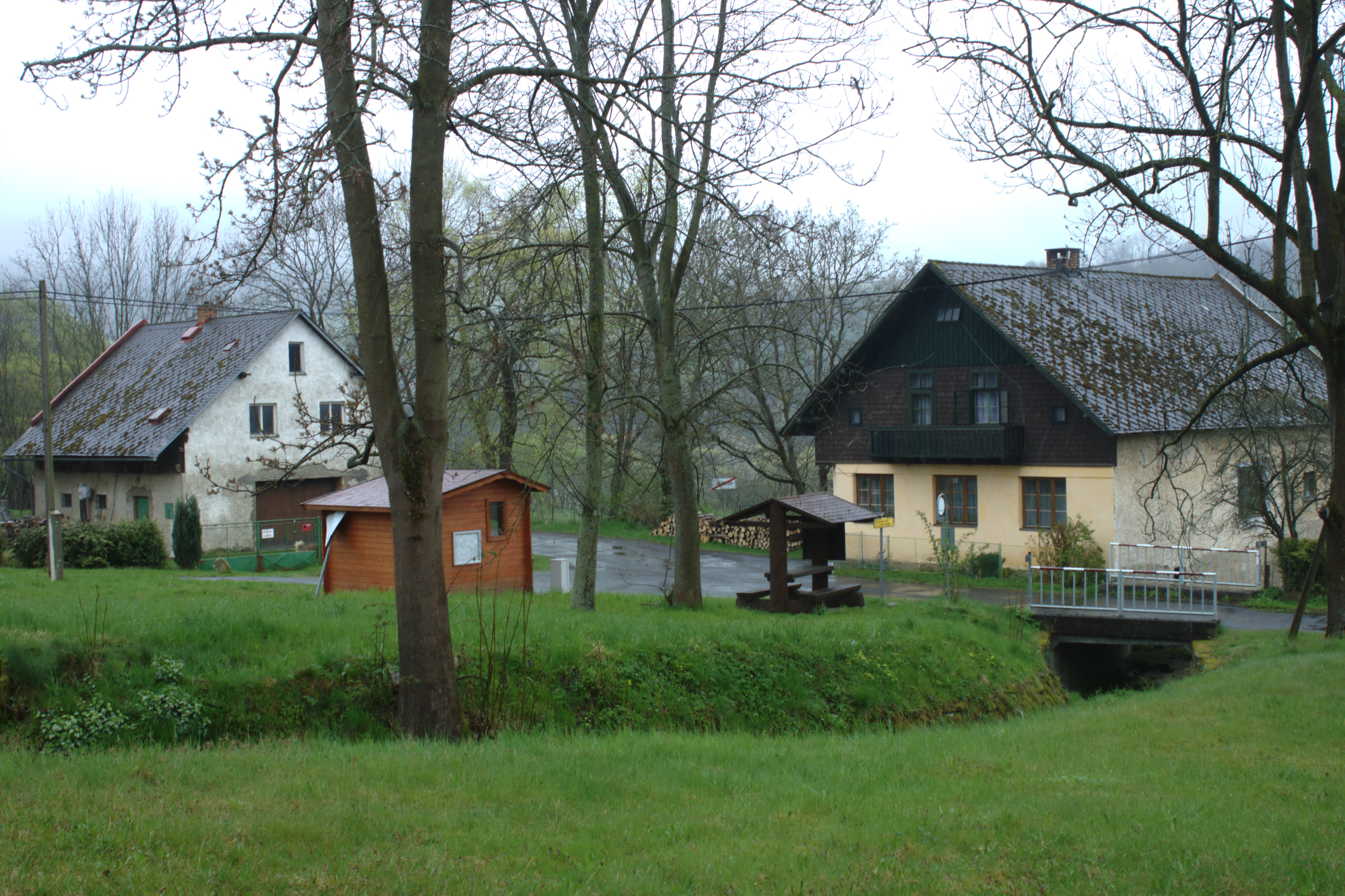
Park
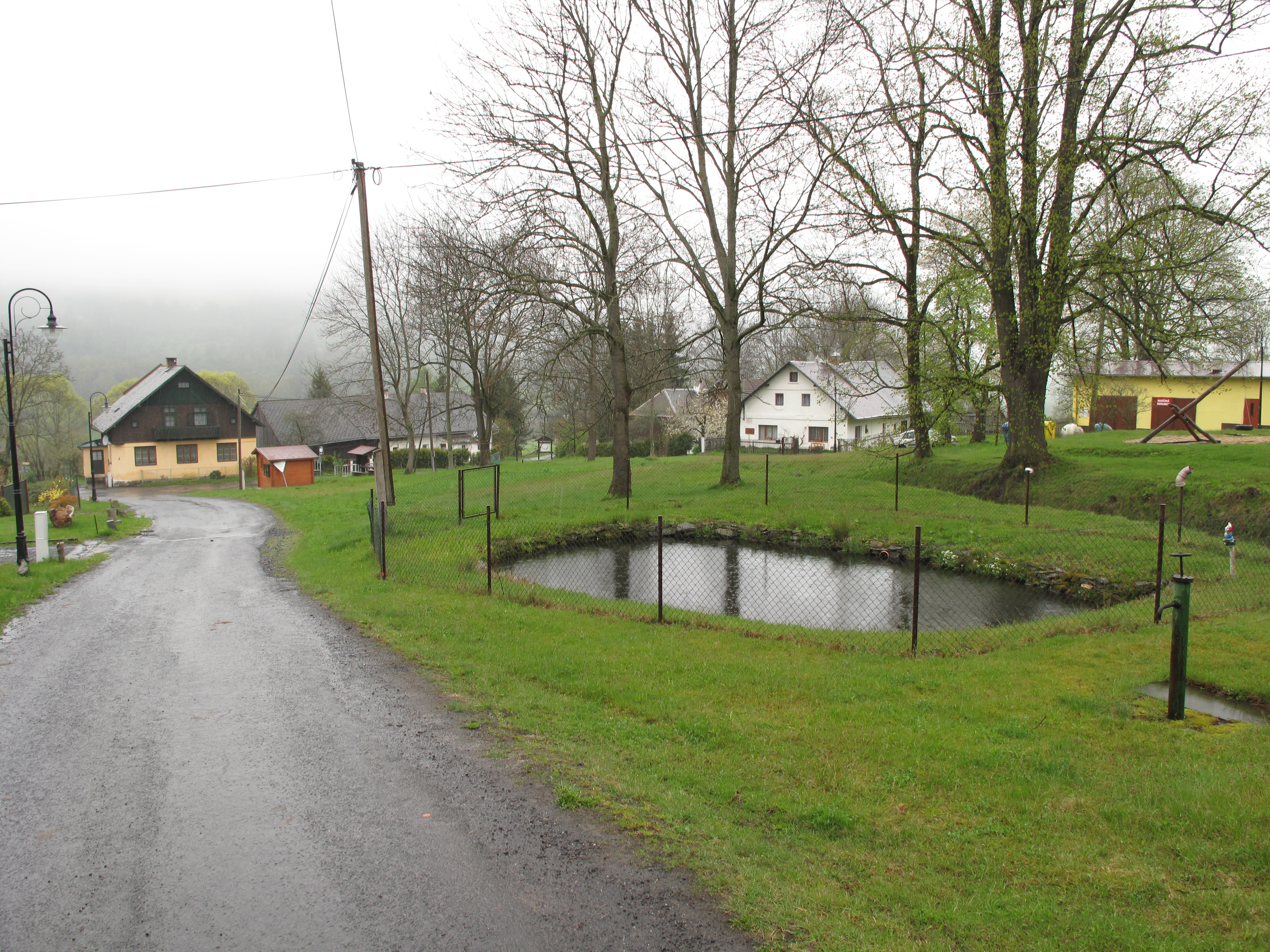
Rybníček
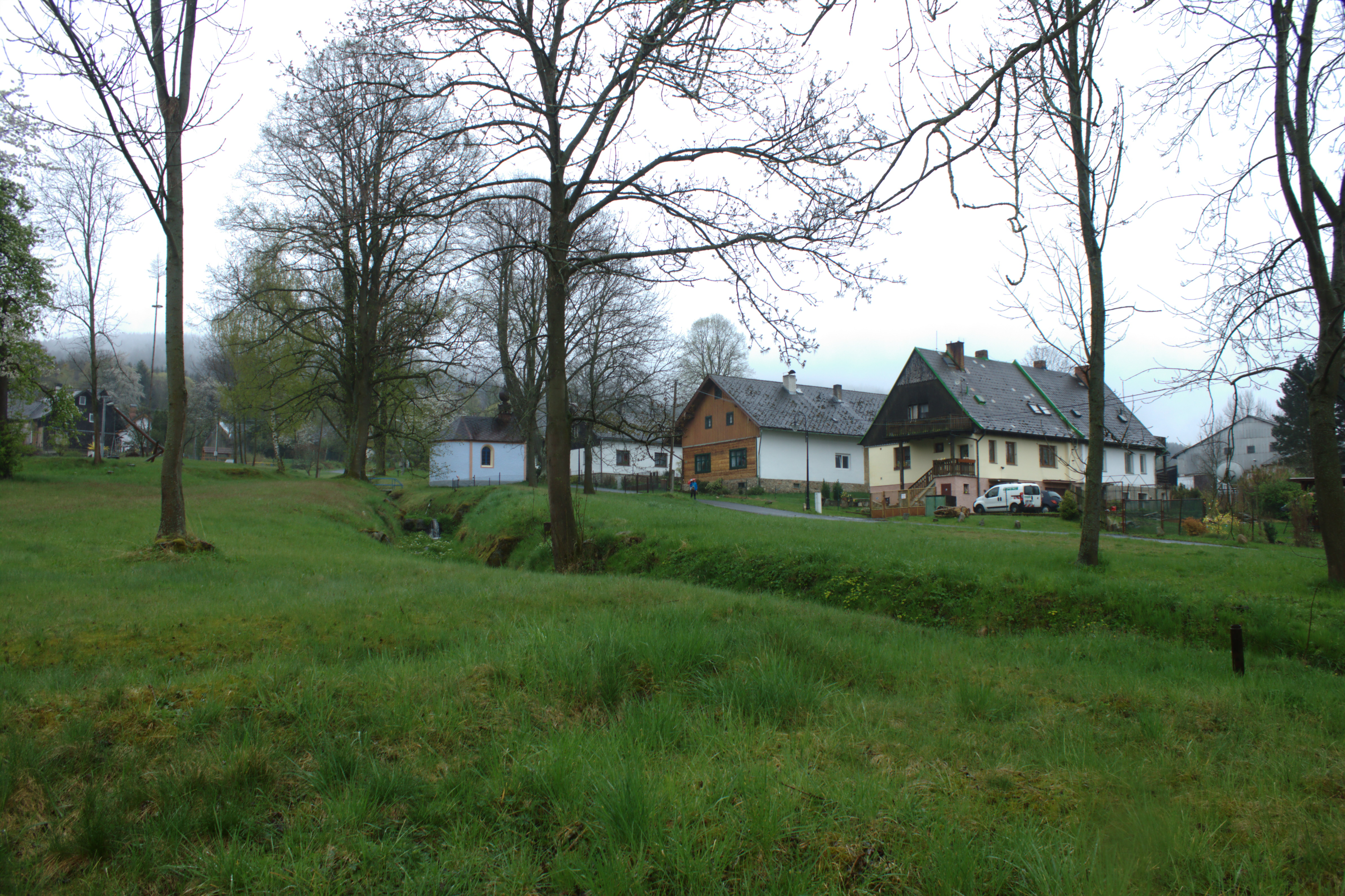
Náves